# Р-419МП «Андромеда-Д»

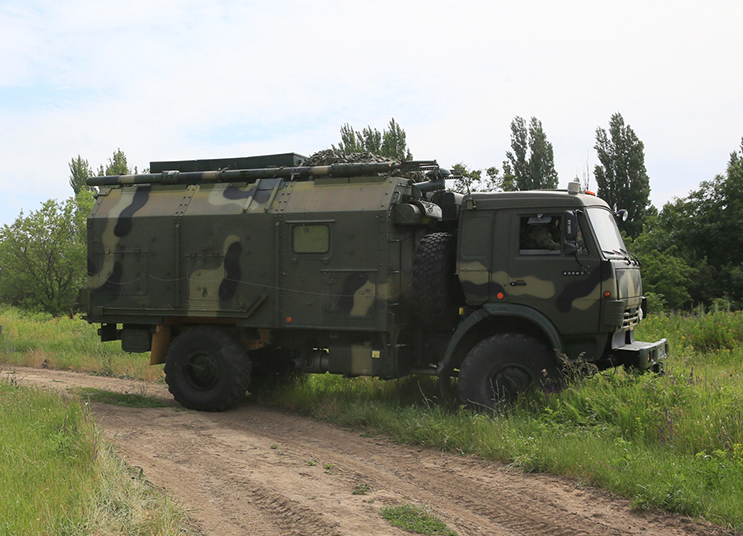
Р-419МП на шасі КамАЗ

Р-419МП «Андромеда-Д" — російська автоматизована система управління, яка є рухомою малоканальною МВ-ДЦВ цифровою низькошвидкісною радіорелейною станцією зв'язку, яка встановлена на базі КамАЗ-4350.

## Опис
Розробник та виробник ПО Релеро.
Окремі елементи системи управління почали тестувати в 76-й дивізії (ЗС РФ) з 2010 року, а її остання модифікація почала працювати в 2015 році (станом на 2016 рік).
Застосовувалася на навчаннях у березні 2014 року, лютому 2016 року, та 2020 р.. Заявлено що за допомогою системи "Андромеда-Д" дані будуть передаватися на відстань біля 100 км, враховуючи всі ланки управління - від керівника маневрів до бойової машини десанту і окремого бійця.
На озброєння в рф прийнята в 2017 році.